# Drobnołuszczak szarotrzonowy

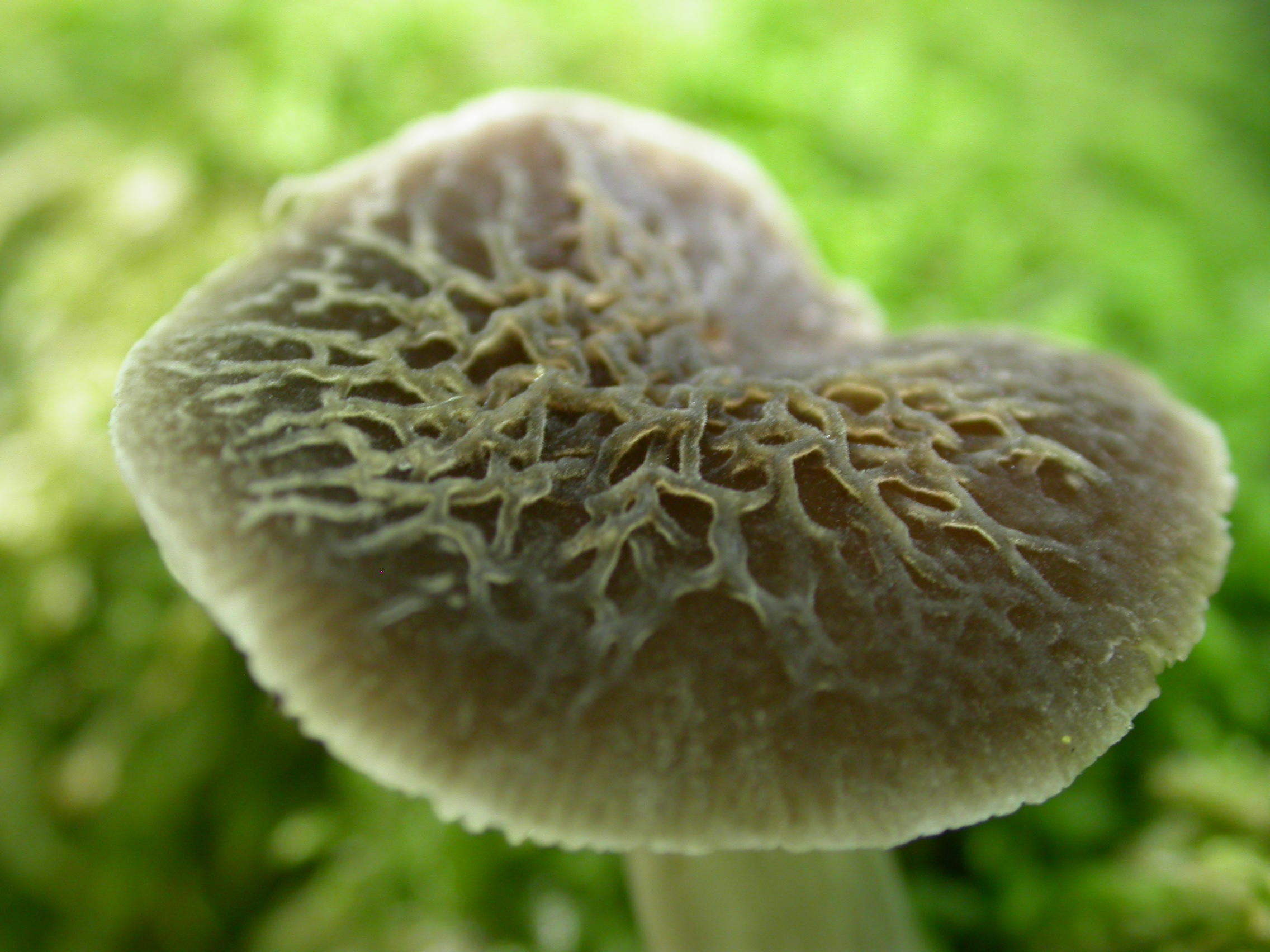

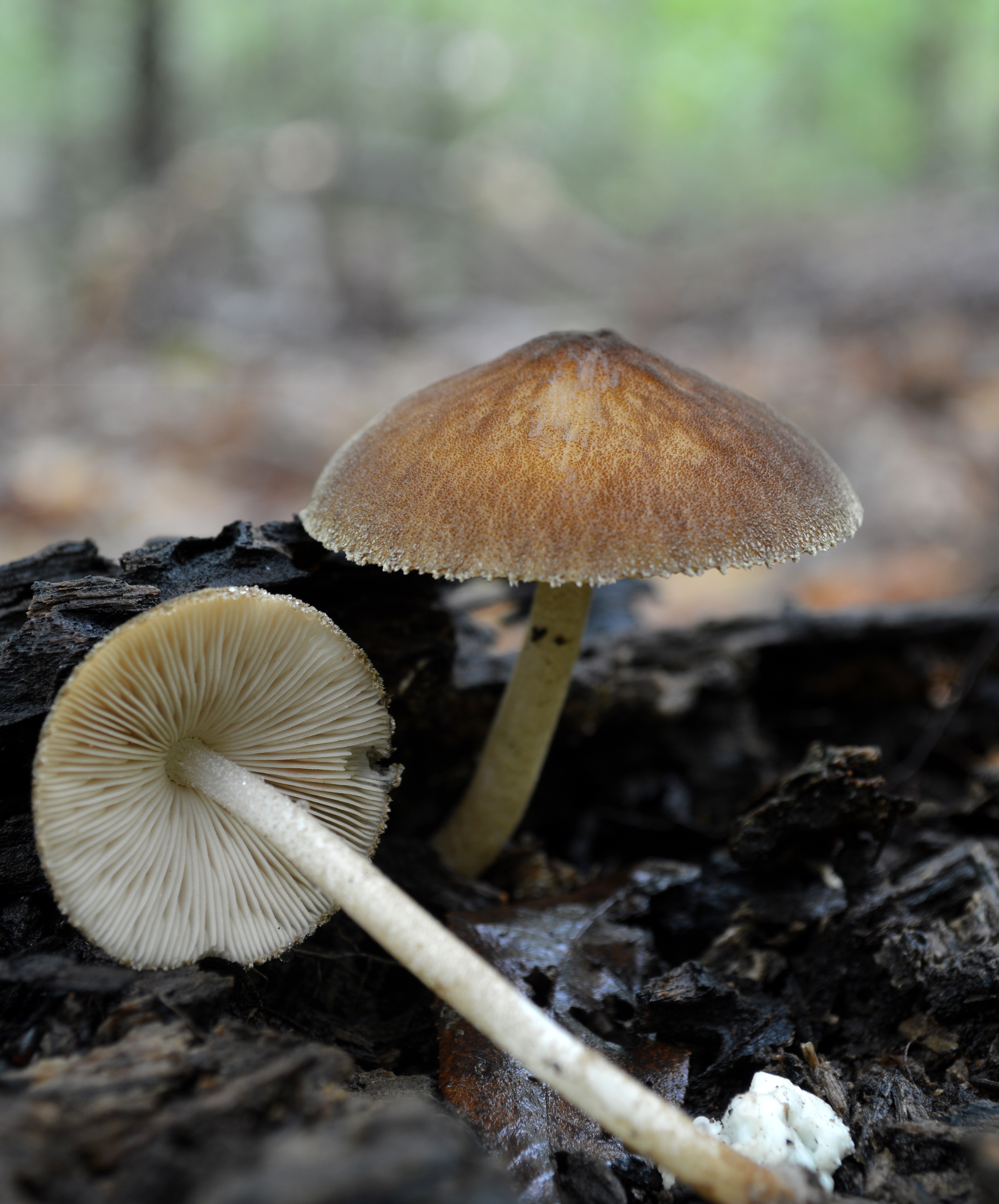

Drobnołuszczak szarotrzonowy (Pluteus thomsonii (Berk. & Broome) Dennis) – gatunek grzybów należący do rodziny łuskowcowatych (Pluteaceae).

## Systematyka i nazewnictwo
Pozycja w klasyfikacji według Index Fungorum: Pluteus, Pluteaceae, Agaricales, Agaricomycetidae, Agaricomycetes, Agaricomycotina, Basidiomycota, Fungi.
Gatunek ten po raz pierwszy opisali w 1876 r. Miles Joseph Berkeley i Christopher Edmund Broome nadając mu nazwę Agaricus thomsonii. Obecną, uznaną przez Index Fungorum nazwę nadał mu 1947 r. Richard William George Dennis.
Synonimy:
- Agaricus thomsonii Berk. & Broome 1876
- Entoloma thomsonii (Berk. & Broome) Sacc. 1887
- Pluteus cinereus Quél. 1884
- Pluteus cinereus f. evenosus Kühner 1956
- Pluteus cinereus var. venosus Vaček 1950
- Pluteus thomsonii f. evenosus (Kühner) Wuilb. 1986

Alina Skirgiełło w 1999 r. opisała go pod nazwą łuskowiec Thomsona. Władysław Wojewoda w 2003 r. zaproponował nazwę drobnołuszczak szarotrzonowy.

## Morfologia
Kapelusz
Średnica 1–3 cm, u młodych okazów półkulisty, z wiekiem rozpościerający się, w stanie dojrzałym płaski z niewielką wklęsłością lub wypukłością na środku. Powierzchnia na środku ciemnobrązowa z czerwonawym odcieniem, na brzegu orzechowa. Charakterystyczną cechą jest wyraźne żyłkowanie środkowej części, przy brzegu przechodzące w prążkowanie.
Blaszki
Wolne, dość gęste, nieznacznie brzuchate, o szerokości do 4 mm, początkowo białe, potem jasnoróżowe lub jasnobrązowe. Ostrza tej samej barwy, gładkie lub kosmkowate.
Trzon
Wysokość 2–4 cm, grubość do 0,2–0,3 cm, walcowaty, nieznacznie rozszerzający się ku podstawie. Powierzchnia przy podstawie o barwie szarej lub ciemnoszarej i delikatnie włókienkowata, zazwyczaj na całej długości pokryta białymi kosmkami. Pierścienia brak.
Miąższ
Szarawy, w stanie suchym biały, bez wyraźnego smaku, o słabym, czasem aromatycznym zapachu.
Cechy mikroskopowe
Zarodniki 6–8 × 5–7 µm, szerokoelipsoidalne lub kuliste. Cheilocystydy o wymiarach 25–45 × 10–18 µm, liczne, o kształcie wąsko maczugowatym, workowatym, lub wrzecionowatym, z dzióbkiem o wymiarach 3–35 × 1,5–2,5 µm. Pleurocystyd zazwyczaj brak lub są nieliczne, bezbarwne, wąsko maczugowate. Strzępki w skórce kapelusza maczugowate, 33–85 × 12–35 µm z szarobrązowym pigmentem. Na trzonie czasami występują kępki kaulocystyd.

## Występowanie
Opisano występowanie tego gatunku w Ameryce Północnej, Europie i Azji. W. Wojewoda w zestawieniu grzybów wielkoowocnikowych Polski w 2003 r. podaje 4 stanowiska z uwagą, że jego rozprzestrzenienie w Polsce i stopień zagrożenia nie są znane. Bardziej aktualne stanowiska podaje internetowy atlas grzybów. Drobnołuszczak szarotrzonowy jest w nim zaliczony do gatunków rzadkich i wartych objęcia ochroną.
Grzyb saprotroficzny. Występuje w lasach i zaroślach na martwym drewnie drzew liściastych, zwłaszcza buka. Owocniki od maja do listopada.

## Gatunki podobne
Charakterystycznymi cechami drobnołuszczaka szarotrzonowego są: kapelusz na środku obficie żyłkowany, trzon kosmkowaty na całej prawie długości, cheilocystydy z długimi dzióbkami. Te cechy dobrze odróżniają go od podobnego drobnołuszczaka fioletowoczarniawego (Pluteus podospileus).